# Jorge Alessandri

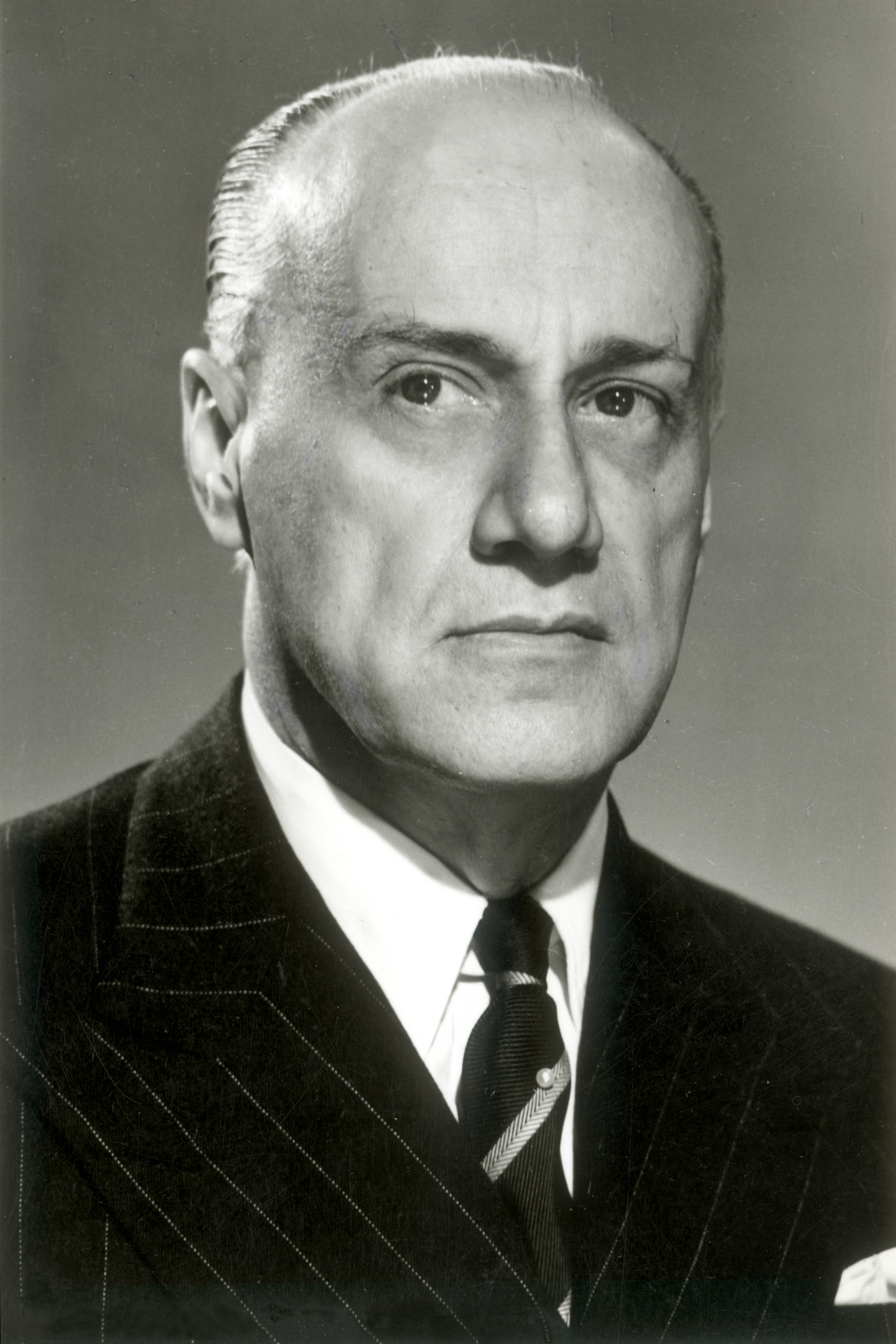
Jorge Alessandri

Jorge Alessandri Rodríguez (* 19. Mai 1896 in Santiago de Chile; † 31. August 1986 ebenda) war ein konservativer chilenischer Politiker und von 1958 bis 1964 Präsident seines Landes.

## Leben
Jorge Alessandri wurde als zweites von sieben Kindern geboren. Sein Vater Arturo Alessandri diente zwei Mal als chilenischer Präsident, seine Mutter war Rosa Esther Rodríguez. Er studierte Ingenieurwesen an der Universidad de Chile in Santiago und arbeitete nach seinem Abschluss 1919 dort als Professor. In den Jahren 1924 und 1925 musste er mit seinen Eltern ins europäische Exil gehen. Bei den Parlamentswahlen 1926 trat Alessandri als unabhängiger Kandidat im Wahlkreis Santiago an und wurde direkt gewählt. Im Jahr 1932 zog er sich wieder aus dem politischen Leben zurück und wurde zum Präsidenten der Hypothekenbank Caja de Crédito Hipotecario, eine Aufgabe, die er bis 1938 erfüllte. Daneben leitete er eine Fabrik für Papier und Kartonagen. Später, von 1944 bis 1947 arbeitete er als Vorsitzender der Industrievereinigung Confederación de la Producción y el Comercio.

### Politik
Am 2. August 1947 ernannte Präsident González Videla, um die angespannte soziale und politische Lage zu beruhigen, ein Kabinett aus Militärs und Unabhängigen, Alessandri wurde zum Finanzminister ernannt. Er ordnete die Finanzverwaltung neu und verfolgte einen rigorosen Sparkurs, indem er die regelmäßige Erhöhung der Staatsgehälter aussetzte. Das Einfrieren der Löhne erzeugte erheblichen Unmut bei den Staatsbediensteten und den Gewerkschaften. Ende Januar 1950 streikten die Angestellten des öffentlichen Dienstes, bis Februar wandte sich eine breite Opposition gegen die Wirtschaftspolitik der Regierung und Alessandri musste mit dem Rest der Regierung unter dem öffentlichen Druck am 3. Februar 1950 zurücktreten. Er blieb allerdings noch viele Jahre im Kabinett des Staates.

### Präsidentschaft
Ende 1956 machte ihn die Liberale Partei Chiles zum Kandidaten für den Senat, und im März 1957 wurde er mit deutlicher Mehrheit in seinem Wahlkreis in Santiago gewählt. In dieser Zeit befand sich die politische Landschaft Chiles in einer Umbruchsphase, die von vielen Koalitionen und Parteiwechseln geprägt war: Alessandri galt den Liberalen als konservativ, und am Ende war es die eher liberale Strömung innerhalb der Konservativen Partei, die dafür sorgte, dass der als unabhängig geltende Wirtschaftsexperte Alessandri auf den Schild der Präsidentschaftskandidatur für die Konservativen gehoben wurde.
Bei den Wahlen holte Jorge Alessandri 32,2 % der Stimmen, sein Gegenkandidat von der Vereinigten Linken hieß Salvador Allende. Er konnte 28,5 % der Wähler hinter sich bringen. Eduardo Frei Montalva, der für die moderaten Christdemokraten ins Rennen gegangen war, erzielte 20,5 % der Stimmen. Der Kongress wählte Alessandri im März 1958 zum Präsidenten Chiles. Im Parlament hatte er die Liberalen, die Konservativen und die Radikale Partei auf seiner Seite.
Seine Politik zielte vor allem auf die Verringerung der Inflation und auf eine Haushaltssanierung ab. Alessandri reduzierte die Staatsausgaben und öffnete das Land im Sinne einer liberalen Wirtschaftspolitik für Importe. Vor allem das Einfrieren der Gehälter im öffentlichen Dienst löste umfangreiche Protest- und Streikwellen aus. Im Mai 1960 wurde Chile zudem von einem schweren Erdbeben erschüttert, das 342 Tote forderte und in den dichtbewohnten Gegenden zwischen Concepción und Puerto Montt einen Schaden von mehr als 550 Millionen Dollar anrichtete. Der Wiederaufbau der Versorgung in den Erdbebengebieten verdrängte kurzzeitig alle anderen Probleme.
Bei den Parlamentswahlen 1961 verloren Konservative und Liberale massiv an Stimmen. Um die parlamentarische Unterstützung seiner Regierungspolitik aufrechtzuerhalten, musste Alessandri mehrere Minister der Radikalen Partei berufen, die – neben den Christdemokraten – zu den Gewinnern der Wahl zählte. Die neue Regierung setzte mehr soziale Akzente, konnte damit aber auch nicht den fortgesetzten Widerstand der Sozialisten und Gewerkschaften brechen.
Mit der Allianz für den Fortschritt, die US-Präsident John F. Kennedy ausgerufen hatte, versuchten die USA in Lateinamerika wirtschaftliche und soziale Verbesserungen zu erreichen, nicht zuletzt, um den sozialistischen und kommunistischen Oppositionsgruppen das Wasser abzugraben, die nach dem erfolgreichen Putsch von Fidel Castro in Kuba 1959 immer mehr Zulauf erhalten hatten. Für Chile brachte die amerikanische Entwicklungshilfe im Jahr 1962 eine Steuer- und Agrarreform, die allerdings nichts an den Besitzverhältnissen änderte. Immer noch befand sich der Löwenanteil des fruchtbaren Landes in den Händen einiger weniger Familien von Großgrundbesitzern.
Außenpolitisch sah sich Alessandri fortgesetzten Konflikten mit Chiles Nachbarn Argentinien und Bolivien gegenüber, die sich um die Grenzziehung in den Anden drehten. Chile bemühte sich in dieser Zeit um eine Begrenzung der Rüstung in Südamerika und schlug einen gemeinsamen Verzicht auf Atomwaffen vor. Für die Chilenen war Alessandris Amtszeit auch deswegen bemerkenswert, weil unter seiner Präsidentschaft das Fernsehen nach Chile kam. Zu den ersten Übertragungen zählte die Fußball-Weltmeisterschaft 1962 im eigenen Land. Alessandris Amtszeit endete 1964. Zu seinem Nachfolger wurde der Christdemokrat Eduardo Frei Montalva gewählt, auf dem die Reformhoffnungen der gemäßigten Linken ruhten. Alessandri leitete von da an wieder seine Papierfabrik.

### Späte Jahre

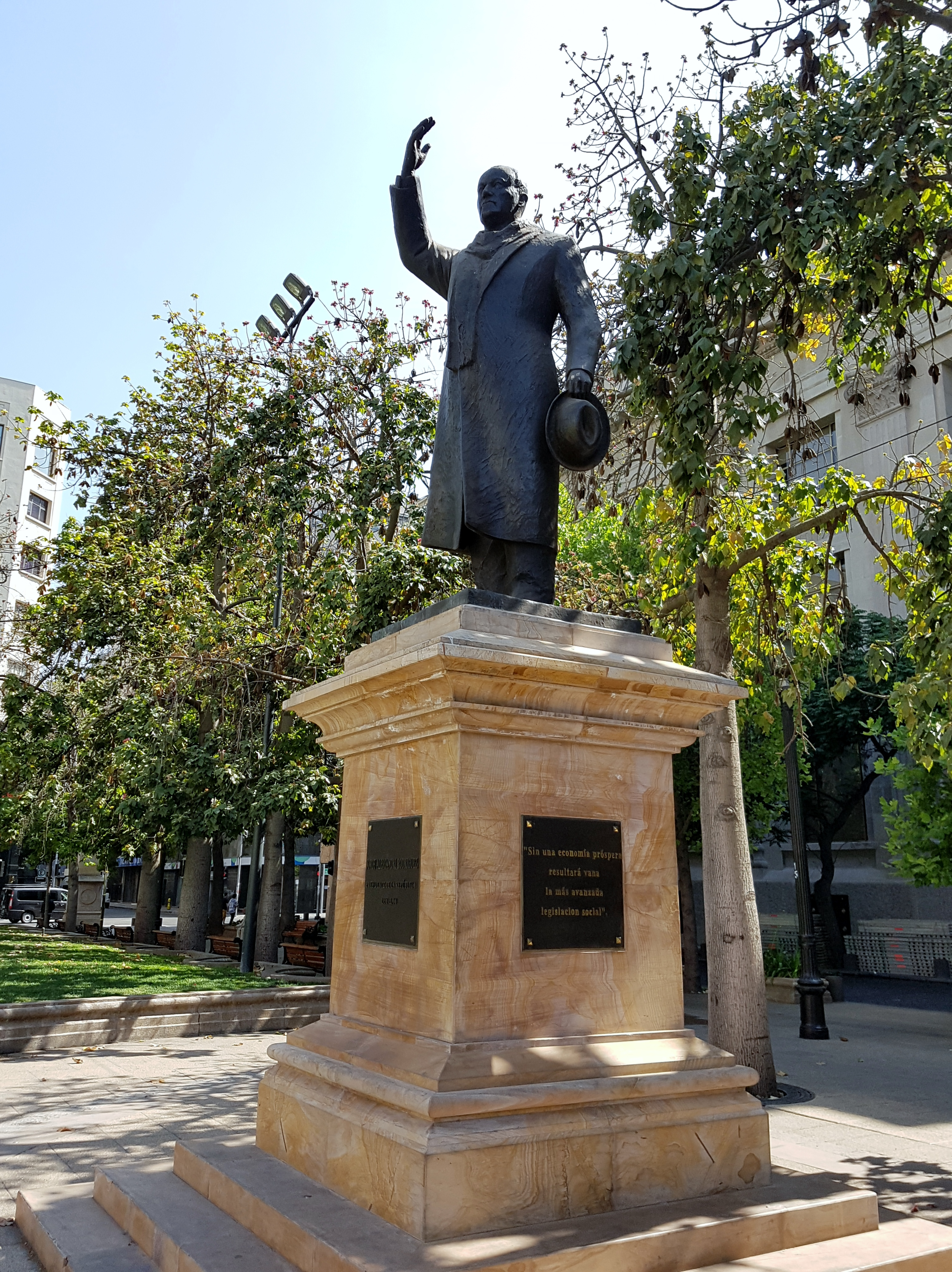
Jorge-Alessandri-Statue vor dem Palast La Moneda

Im Jahr 1970, nach dem Ende von Freis Amtszeit, kandidierte Jorge Alessandri erneut für das Amt des Präsidenten, wieder für die Konservativen und wieder gegen Salvador Allende. Diesmal gewann Allende eine knapp relative Mehrheit und wurde vom Kongress zum Präsidenten gewählt. Im Jahr 1976 ernannte die Militärregierung von Augusto Pinochet, die im September 1973 mit einem gewaltsamen Putsch an die Macht gelangt war, Jorge Alessandri zum Präsidenten des neu gegründeten Staatsrates (Consejo de Estado), dessen Aufgabe es war, eine neue Verfassung zu schreiben, um die Militärdiktatur zu legitimieren. Die neue Verfassung, die Alessandri und seine Kollegen für die Bedürfnisse von General Pinochet maßgeschneidert hatten, wurde im September 1980 bei einer Volksabstimmung angenommen. Allerdings entsprachen die Abstimmungsbedingungen keineswegs demokratischen Anforderungen und fanden unter massiver Repression der Militärs statt. Nachdem seine Aufgabe erfüllt war, trat Alessandri als Staatsrat zurück.
Jorge Alessandri zog sich nun endgültig ins Privatleben zurück. Seine Papierfabrik leitete er bis zu seinem Tod im Jahr 1986. Das Ende der Militärdiktatur und die Rückkehr Chiles zur Demokratie hat er nicht mehr erlebt. Sein Neffe Arturo Alessandri trat 1993 als Kandidat der pro Pinochet orientierten Rechten gegen Eduardo Frei Ruiz-Tagle als Präsidentschaftskandidat an und unterlag.
Auf der Plaza de la Constitución (span. Verfassungsplatz) vor dem Präsidentenpalast La Moneda befindet sich eine 1995 eingeweihte Statue von ihm.